# Warson Woods (Misuri)
Warson Woods es una ciudad ubicada en el condado de San Luis en el estado estadounidense de Misuri. En el Censo de 2010 tenía una población de 1962 habitantes y una densidad poblacional de 1.299,37 personas por km².

## Geografía
Warson Woods se encuentra ubicada en las coordenadas 38°36′25″N 90°23′28″O / 38.60694, -90.39111. Según la Oficina del Censo de los Estados Unidos, Warson Woods tiene una superficie total de 1.51 km², de la cual 1.51 km² corresponden a tierra firme y (0%) 0 km² es agua.

## Demografía
Según el censo de 2010, había 1962 personas residiendo en Warson Woods. La densidad de población era de 1.299,37 hab./km². De los 1962 habitantes, Warson Woods estaba compuesto por el 97.86% blancos, el 0.46% eran afroamericanos, el 0.15% eran amerindios, el 0.66% eran asiáticos, el 0% eran isleños del Pacífico, el 0.25% eran de otras razas y el 0.61% pertenecían a dos o más razas. Del total de la población el 1.27% eran hispanos o latinos de cualquier raza.